# نیروگاه هسته‌ای دامپیر
نیروگاه هسته‌ای دامپیر (به فرانسوی: Centrale nucléaire de Dampierre) یک نیروگاه هسته‌ای در فرانسه است که در Dampierre-en-Burly واقع شده‌است.